# Tượng Joseph Hooker cưỡi ngựa
Bức tượng Joseph Hooker cưỡi ngựa (đôi khi được gọi là Tướng Joseph Hooker) là một bức tượng đồng đặt bên ngoài Tòa nghị viện tiểu bang Massachusetts, đối diện với Phố Beacon ở Boston, Hoa Kỳ.
Tướng Hooker - một người gốc Hadley, Massachusetts, là sĩ quan bộ binh Hoa Kỳ trong Chiến tranh Hoa Kỳ-Mexico đồng thời là Thiếu tướng trong cuộc Nội chiến Hoa Kỳ. Tượng của ông cao khoảng 15 ft (4,6 m) và được tuyên bố khánh thành vào tháng 6 năm 1903 trong một nghi lễ quân sự có sự tham gia của các quan chức quân đội lẫn dân thường.

## Lịch sử

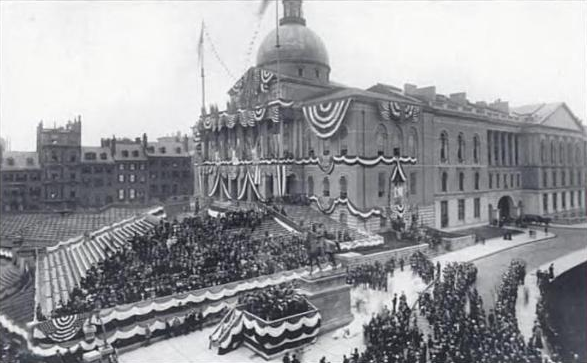
Bức tượng năm 1903

Đây là tác phẩm điêu khắc bằng đồng năm 1903 được thiết kế bởi Daniel Chester French và Edward Clark Potter, nằm trên một trụ đỡ bằng đá granit. Ngoài ra, nó còn là một phần trong chương trình "Điêu khắc cứu nguy ngoài trời!" Của Viện Smithsonian năm 1997.
Các nhà lập pháp đã phê duyệt 55.000 đô la Mỹ trích từ các quỹ công cộng để ủy thác việc xây dựng bức tượng. Bức tượng ban đầu bao gồm một tấm bảng bằng đồng có dòng chữ "Một người lính trong quân đội đã bảo vệ toàn bộ dân tộc". Các nhóm cựu chiến binh yêu cầu xóa bỏ dòng chữ này, vì họ cảm thấy nó làm giảm vai trò lãnh đạo của Hooker trong cuộc chiến.
Mặc dù nổi tiếng trong quân đội, việc tưởng niệm Hooker ở một trong những địa điểm nổi bật nhất ở Massachusetts đã gây tranh cãi. Nhà sử học Charles Francis Adams Jr., người từng là đại tá trong Nội chiến, cho biết ông từ chối đi trên cùng một bên đường với bức tượng: "Tôi nhìn vào [bức tượng] như một vật phản đối mỗi người đàn ông Massachusetts chính hiệu phục vụ trong Nội chiến. Hooker không có cách nào và không có quyền gì để đại diện cho quân đội điển hình của Khối thịnh vượng chung."

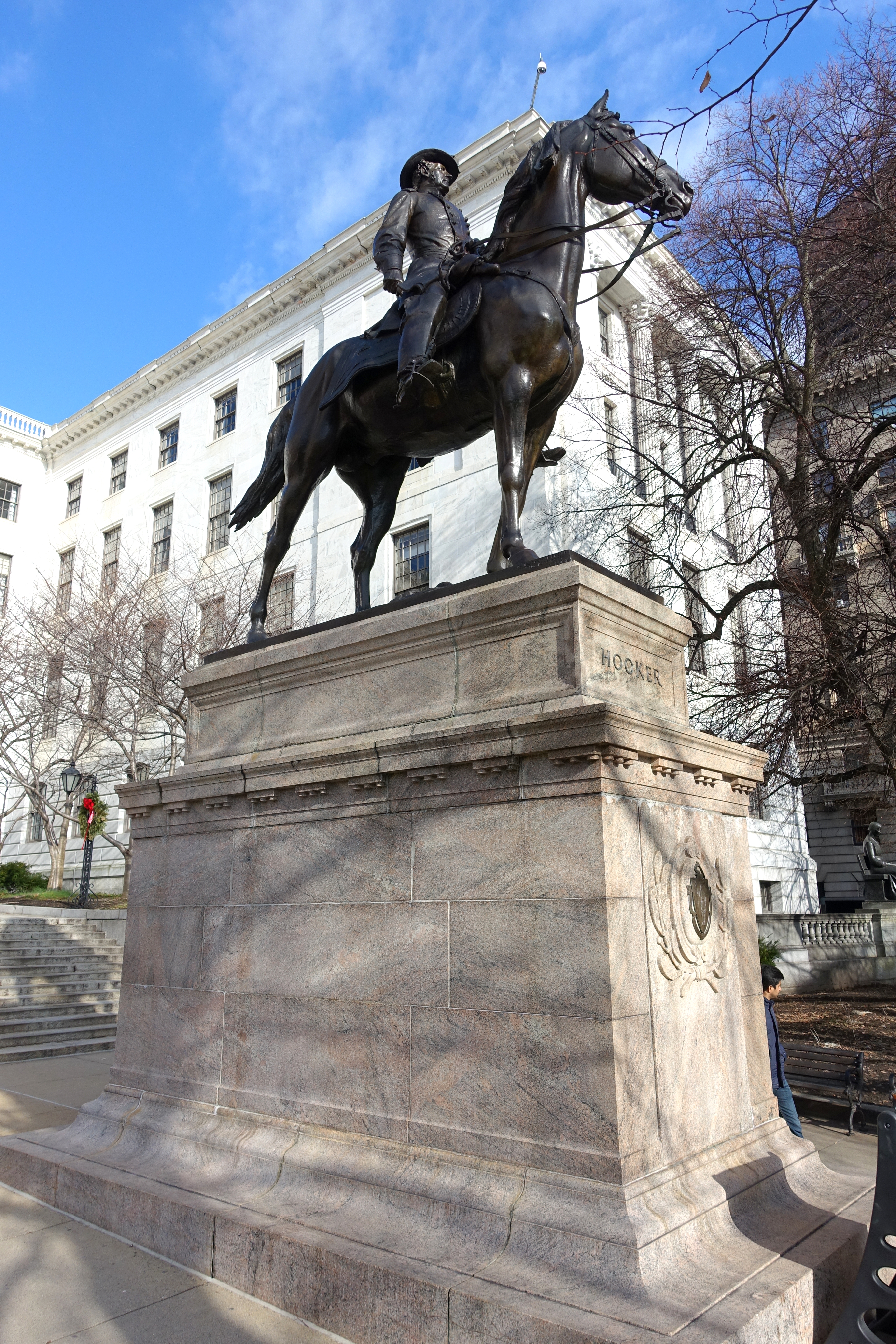
Tượng đài năm 2014

Vào năm 2017, giữa lúc xóa bỏ các di tích và đài tưởng niệm Liên minh miền Nam Hoa Kỳ, tờ Boston Globe cho biết bức tượng Joseph Hooker thuộc về "thể loại được gọi là Tại sao những bức tượng này lại ở đây?" Tờ báo dẫn lời Peter Drumey của Hiệp hội lịch sử Massachusetts nói rằng "Hooker không có tiếng tăm như một người lính hay thậm chí một người bình thường." Drumey suy đoán rằng thay vì tôn vinh chính người đó, sự hiện diện của bức tượng Joseph Hooker tại Tòa nghị viện tiểu bang là một minh chứng cho sức mạnh chính trị của các nhóm cựu chiến binh.
Bức tượng Hooker, cùng với bức tượng Mary Dyer gần đó, vẫn mở cửa cho công chúng ngay cả sau vụ tấn công ngày 11 tháng 9 năm 2001. Trong thời gian diễn ra vụ khủng bố, chính quyền tiểu bang đã đóng cổng vào bãi cỏ của Tòa nghị viện, hạn chế khách đến tham quan các bức tượng Anne Hutchinson, John F. Kennedy, Henry Cabot Lodge, Horace Mann và Daniel Webster.

## Lối vào Tướng Hooker
Bức tượng đứng trước mặt lối vào chính của Tòa nghị viện. Lối vào này cũng được đặt theo tên của nó. Dấu hiệu lớn ghi "General Hooker Entrance" (Lối vào Tướng Hooker) thường là nguồn gốc của nhiều lộng ngữ, xuất phát chủ yếu từ các nhóm học sinh trong các chuyến đi thực địa ("general hooker" còn có thể được hiểu là "con đĩ thông thường"). Ví dụ, vào năm 2011, nam diễn viên Kevin Bacon đã tweet một bức ảnh của lối vào kèm câu hỏi: "Where do special hookers enter?" ("Các con đĩ đặc biệt thì vào lối nào?"). Đại diện Đảng Dân chủ bà Michelle DuBois của Brockton, kêu gọi đổi tên của lối vào trong năm 2018, nói rằng cái tên đó mang "tông âm điếc" và khẳng định nó "coi thường phần lớn cảm xúc của phụ nữ đồng thời hạ thấp phẩm giá của họ và là một sự bảo vệ sai lầm về một bức tượng của một vị tướng đã chết từ lâu". Bà cho biết những người phụ nữ làm việc tại Tòa nghị viện đôi khi phải đối mặt với những câu theo kiểu "good-old-boy" hay "bỡn cợt sân trường" vì cái tên này. Tuy nhiên, Thống đốc Charlie Baker và các quan chức khác lại bác bỏ quan điểm thay đổi cái tên này.